# Walter Heitz
Walter Heitz (Berlino, 8 dicembre 1878 – Mosca, 9 febbraio 1944) è stato un generale tedesco comandante del VIII Corpo d'armata della Wehrmacht sul fronte orientale.
Si arrese durante la Battaglia di Stalingrado il 31 gennaio 1943 e morì di cancro nel febbraio 1944 mentre era prigioniero dei sovietici.